# Tan Malaka

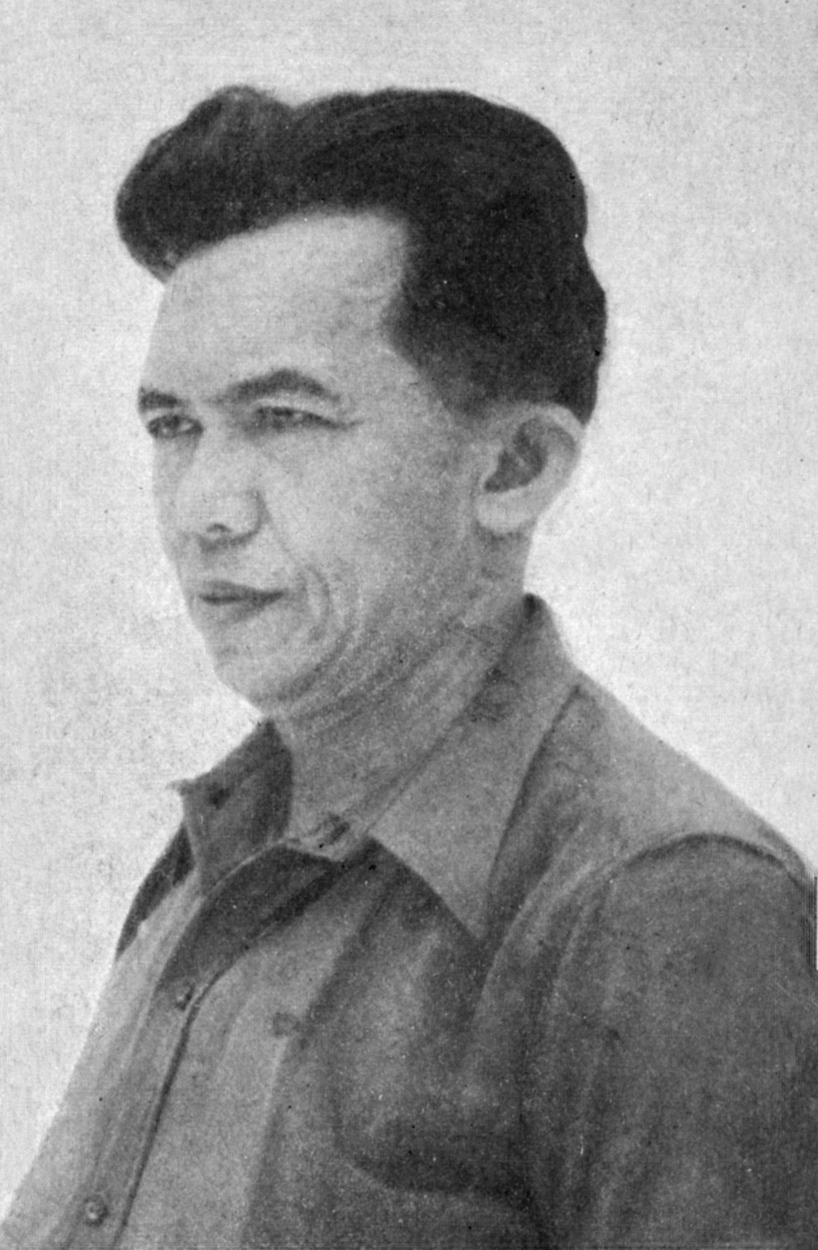
Tan Malaka

Tan Malaka (* 2. Juni 1897 in Suliki, Westsumatra; † 21. Februar 1949 in Kediri, Ost-Java) war ein indonesischer Lehrer und Schriftsteller, kommunistischer Philosoph, sowie antikolonialer Denker und nationalistischer Aktivist gegen die Kolonialregierung Niederländisch-Indiens.

## Überblick
Er galt als überzeugter Kritiker sowohl der kolonialen niederländischen Regierung, als auch der republikanischen Regierung unter Sukarno, welche das Land nach der Indonesischen Nationalen Revolution regierte. Tan Malaka war oft in Kontakt, häufig aber auch in Konflikt mit der Führung der Kommunistischen Partei Indonesiens (PKI), einer radikalen politischen Partei der 1920er Jahre, welche 1927 nach einem missglückten Revolutionsversuch gegen die niederländischen Kolonialherren zunächst verboten wurde und nach der Unabhängigkeit an der Regierung beteiligt war.
Aufgrund der Repressalien in Niederländisch-Ostindien und in seiner Rolle als politischer Außenseiter, verbrachte Tan Malaka einen großen Teil seines Lebens im Exil und war ständig von der Verhaftung durch die niederländischen Behörden und deren Verbündeten bedroht. Trotz dieser scheinbaren Ab- und Ausgrenzung spielte er dennoch eine intellektuelle Schlüsselrolle bei der Verknüpfung der internationalen kommunistischen Bewegung (Komintern) mit den antikolonialen Bewegungen in Südostasien. Er wurde 1963 von der Beratenden Volksversammlung Indonesiens posthum zum Nationalhelden erklärt. In der folgenden Zeit des antikommunistischen Suharto-Regimes ("Neue Ordnung") wurden Malakas Bücher jedoch verboten und die Erinnerung an seinen Leistungen verblasste.

## Frühes Leben und Ausbildung
Als Mitglied der Ethnie der Minangkabau wurde Tan Malaka in Suliki/Westsumatra im Jahr 1897 geboren. Sein Name war "Datuk Ibrahim Gelar Sutan Malaka". Er wurde jedoch sowohl als Kind, als auch als Erwachsener "Tan Malaka" genannt; ein von seiner Mutter aristokratisch und matrilinear vererbter Ehrenname. Von 1908 bis 1913 besuchte er ein von der niederländischen Kolonialregierung gegründetes Lehrerseminar in Bukittinggi, dem geistigen Zentrum der Minangkabau-Kultur.
Hier begann er die niederländische Sprache, die er später indonesischen Studenten lehrte, zu lernen.
Im Jahr 1913 erhielt er ein Darlehen von den Ältesten seines Heimatdorfes zur Weiterbildung in den Niederlanden und konnte dort bis 1919 an der staatlichen Lehrerausbildungsschule (Rijkskweekschool) in Haarlem studieren. Während dieses Aufenthaltes befasste er sich mit kommunistischen und sozialistischen Theorien und kam zu der Überzeugung, dass Indonesien von der niederländischen Kolonialherrschaft durch eine Revolution befreit werden müsse. In seiner Autobiographie zitiert Tan Malaka die russische Revolution von 1917 als politisches Erwachen, welches sein Verständnis vom Zusammenspiel zwischen Kapitalismus, Imperialismus/Kolonialismus und der Unterdrückung der unteren Klassen gesteigert habe.
Er erkrankte in der Folge schwer an Tuberkulose, die er auf das kalte Klima und die ungewohnte Ernährung in den Niederlanden zurückführte. Dies war der Beginn lebenslanger gesundheitlicher Probleme, die ihn häufig bei seiner Arbeit behinderten.

## Aufstieg in der kommunistischen Partei
Nachdem er seine Studien in den Niederlanden abgeschlossen hatte, kehrte Tan Malaka im November 1919 nach Indonesien zurück. Er nahm eine Stelle als Lehrer für die Kinder von Tagelöhnern (Kulis) an und arbeitete zusätzlich auf einer in schweizerischem und deutschem Besitz befindlichen Tabakplantage an der nördlichen Ostküste von Sumatra in der Nähe von Medan. Während seines Aufenthaltes in Sumatra arbeitete er mit den Indies, einer sozialdemokratischen Vereinigung (ISDV) zusammen.
Aus ihr sollte später die Kommunistische Partei Indonesiens (PKI) werden. In dieser Zeit veröffentlichte er erste Artikel in der Zeitung der ISDV. Alks kritischer Geist kam Malaka beruflich häufig in Konflikt mit dem europäischen Management der Plantage, über den Lehrplan für seine Schüler, seine sozialliberalen politische Spalten, die er für die lokalen Zeitungen schrieb und seine Tätigkeit als Aktivist einer Gewerkschaft, besonders durch einen Streik der Eisenbahnarbeiter 1920.
Frustriert durch seine Stellung in Sumatra, ging er Ende Februar 1920 nach Java. Er blieb zunächst in Yogyakarta ging aber bald nach Semarang, um eine „Volksschule“ für die nationalistische Organisation Sarekat Islam (SI) aufzubauen. Diese Schule sollte nach Vorstellung der SI für eine sinnvolle Ausbildung sorgen und gleichzeitig die Schüler zum Nationalstolz erziehen. Tan Malaka hielt mehrere Führungspositionen in Gewerkschaften und schrieb ausführlich für Gewerkschaften und PKI-Publikationen. Seine prominenteste Führungsrolle bekam er im Dezember 1921, als er zum Vorsitzenden der PKI anstelle von Semaun, dem ersten Vorsitzenden der Partei, ernannt wurde. Während seiner kurzen Amtszeit versuchte die PKI Verbindungen mit den Gewerkschaften durch die Unterstützung von Arbeitnehmern während mehrerer Streiks zu schaffen. Tan Malakas Rolle in der PKI wurde von der Kolonialregierung als subversive Tätigkeit angesehen. Er wurde in Bandung vom Kolonialapparat im Februar 1922 verhaftet und musste am 24. März ins Exil in die Niederlande ausreisen.

## Exil
Eine der ersten Maßnahmen Tan Malakas bei seiner Ankunft in den Niederlanden war, sich als dritter Kandidat auf der Liste der Kommunistischen Partei der Niederlande (CPH) für die Wahlen zu den Generalständen der Niederlande 1922 aufstellen zu lassen. Er war damit der erste Kandidat aus der Kolonie Niederländisch-Ostindien. Die dritte Listenposition machte seine Wahl nach dem System der Verhältniswahl unwahrscheinlich. Sein Ziel war, durch die Kandidatur eine Plattform zu erhalten, um über die niederländischen Maßnahmen in Indonesien zu sprechen und um die CPH zu überreden, die indonesische Unabhängigkeit zu unterstützen. Obwohl er keinen Sitz gewann, erhielt er dennoch starke Unterstützung.
Bevor die Wahlergebnisse bekannt gegeben wurden, zog Tan Malaka für mehrere Monate nach Berlin, dann im Oktober 1922 weiter nach Moskau. Dort beschäftigte er sich intensiv mit der Politik der Kommunistischen Internationale (Komintern). Er kämpfte vehement und mit literarischem Nachdruck um die Unterstützung der kommunistischen Parteien Europas für die nationalistischen Befreiungskämpfe im kolonialen Asien. Seine Thesen zur Vereinbarkeit von Kommunismus und Religion in seinem islamisch geprägten Geburtsland Indonesien, führte unter den antiklerikal geprägten europäischen Kommunisten für Kontroversen. Dennoch wurde er beim Treffen des Exekutivkomitees der Komintern (EKKI) im Juni 1923 zu ihrem Vertreter für Südostasien ernannt.
Er verfasste in dieser Zeit mehrere Bücher unter anderem zur politischen und wirtschaftlichen Situation Indonesiens, welches auf Russisch im Jahre 1924 in Moskau veröffentlicht wurde. Als Vertreter der Komintern ging er im Dezember 1923 nach Kanton in China. Tan Malakas Auftrag war die Herausgabe einer Zeitung für Südostasien in englischer Sprache: eine Aufgabe, die sich als schwierig erwies, weil er wenig Englisch konnte und Druckmaschinen für das lateinische Alphabet damals in China schwer zu finden waren.
Im Juli 1925 zog Tan Malaka nach Manila, Philippinen, wo er bei einer Zeitung Arbeit fand und die Situation in Indonesien weiter aktiv verfolgte und dazu schrieb. Zu diesem Zeitpunkt unternahm die PKI Schritte hin zu einer offenen Rebellion gegen die Macht der Niederländer in Ostindien. Die Aktion führte jedoch zur Niederlage gegen die Kolonialregierung. Tan Malaka betrachtete diese Aktion als schlechte Strategie einer noch schwachen, für eine Revolution unvorbereiteten Partei. Er beschrieb in seiner Autobiographie seine Frustration über die Schwierigkeit, von den Philippinen aus an Informationen über Ereignisse in Indonesien zu kommen und beklagte seinen Mangel an Einfluss auf die PKI-Führung. Er argumentierte, dass er als Vertreter der Komintern für Südostasien befugt sei, den PKI-Plan abzulehnen, -eine Behauptung, die von einigen ehemaligen PKI-Mitgliedern im Nachhinein bestritten wurde. Zu dieser Zeit überredete er einige PKI-Führer im Land, dass ein bewaffneter Aufstand nicht im besten Interesse der Partei war, aber PKI-Gruppen in Westjava und Westsumatra gaben grünes Licht für einen bewaffneten Aufstand, den die niederländische Regierung als Vorwand für die energische Bekämpfung der Partei, darunter die Hinrichtung mehrerer Parteiführer nahm.
Auf den Philippinen freundete er sich mit Mitgliedern der Partido Komunista ng Pilipinas an, speziell Crisanto Evangelista, sowie einigen Regierungsvertretern wie Präsident Manuel Quezon und den ehemaligen Präsidenten und General Emilio Aguinaldo, ohne dass diese ahnten, dass er ein Anführer einer damals illegalen kommunistischen Partei war. Im Dezember 1926 reiste Tan Malaka nach Bangkok. Hier gründete er die Partai Republik Indonesia (PARI), distanzierte sich von der Komintern und übte im Manifest der neuen Partei auch Kritik an der PKI. Die PARI hatte nur wenige Mitglieder innerhalb des Landes und wuchs nie zu einer großen Organisation, aber da die PKI in den Untergrund gegangen war, war sie die einzige Organisation in den späten 1920er Jahren, die öffentlich die sofortige Unabhängigkeit Indonesiens forderte. Tan Malaka kehrte im August 1927 nach Manila zurück, wurde aber bald von der amerikanischen Polizei auf Ersuchen der Niederländer verhaftet. Die Anklage der illegalen Einreise in die Philippinen wurde zu einem Konfliktpunkt für das Nationalgefühl der Philippinen. Universitäten traten aus Protest in den Streik, und philippinische Politiker sammelten Gelder für seine Verteidigung. Er wurde von Jose Abad Santos vertreten, aber anstatt vor Gericht zu gehen, stimmte er einer Abschiebung zu.
Beim Verlassen der Philippinen mit dem Schiff erwartete er, wieder von den Holländern verhaftet zu werden, sobald er in China landen würde. Deshalb entkam er mit Hilfe der philippinischen Schiffsbesatzung. Während das Schiff im Hafen von Amoy (Xiamen) festgemacht war, versteckt er sich in einem nahe gelegenen Dorf. Die Einzelheiten der nächsten Jahre seines Lebens sind unklar, es gibt eine große Lücke in seiner Autobiographie für diese Zeit. Nach dem etwa zweijährigen Aufenthalt im Dorf Sionching zog er 1929 nach Shanghai. Im Jahre 1931 begann er wieder für die Komintern zu arbeiten. Abidin Kusno argumentiert, dass dieser Aufenthalt in Shanghai als wichtige Phase bei der Gestaltung Tan Malakas späterer Aktionen während der indonesischen Revolution der späten 1940er Jahre anzusehen sei. Als Japan im September 1932 Shanghai besetzte, floh Tan Malaka verkleidet und unter Verwendung eines Pseudonyms nach Hongkong. Fast unmittelbar nach seiner Ankunft wurde er jedoch von den britischen Behörden verhaftet und für mehrere Monate inhaftiert. Er hoffte auf eine Chance, seinen Fall nach britischem Recht vertreten zu können und möglicherweise Asyl im Vereinigten Königreich zu erhalten. Nach mehreren Monaten der Verhöre wurde ohne Anklage seine Verbannung aus Hongkong beschlossen.
Nach Prüfung mehrerer Optionen für einen Ort des Exils außerhalb der Reichweite des niederländischen Einflusses wählte Tan Malaka Amoy, wo er im Dorf Iwe Freunde hatte. Hier verschlechterte sich sein Gesundheitszustand, und er war mehrere Jahre lang krank, bis ihn chinesische Medizin wieder gesunden ließ. Im Jahr 1936 begann er an einer Schule, Englisch, Deutsch und marxistische Theorie zu unterrichten.
Im August 1937 floh er erneut vor dem japanischen Militär nach Süden, zunächst nach Rangun, Burma über Singapur für einen Monat, dann wieder nach Süden bis Singapur via Penang. In Singapur fand er wieder Arbeit als Lehrer. Als das faschistische Japan im Zuge des Zweiten Weltkrieges die malaiische Halbinsel besetzte und die Niederländer aus Indonesien im Jahre 1942 vertrieb, beschloss Tan Malaka nach einer Abwesenheit von fast zwanzig Jahren zurück nach Indonesien zu gehen.

## Rückkehr nach Indonesien
Tan Malakas Rückkehr nach Indonesien begann mit einer Reise von mehreren Monaten. Er blieb eine Zeit lang in Penang vor der Überfahrt nach Sumatra, dann besuchte er Medan, Padang und mehrere andere Städte, bevor er am Stadtrand des japanisch besetzten Jakarta im Juli 1942 eintraf. Die meiste Zeit war er mit Schreiben und Forschen in Jakartas Bibliotheken beschäftigt. Als seine Ersparnisse aus Singapur fast aufgebraucht waren, nahm er einen Job als Verkäufer in einem Kohlebergwerk in Bayah, Süd-West-Java an. Auf Bayah setzte er sich für die Zwangsarbeiter ein, die von den Japanern aus ganz Java hierher geschickt wurden, um im Bergwerk zu arbeiten und Eisenbahnen zu bauen.

## Rolle im Krieg
Im August 1945 nach der japanischen Kapitulation reiste er zunächst nach Jakarta und dann weiter nach Java. Er war davon überzeugt, dass Sukarno und Mohammad Hatta, die Staats- und Regierungschefs Indonesiens, zu versöhnlich gegenüber den niederländischen Versuchen waren, die Kontrolle über den Archipel zurückzugewinnen. In seiner Autobiographie spricht er davon, dass die meisten Menschen in Indonesien bereit für eine sofortige vollständige Unabhängigkeit seien. Nach ein paar Monaten der Diskussion wurde die Persatuan Perjuangan, eine Koalition von etwa 140 kleineren Gruppen, formell auf einem Kongress in Surakarta (Solo) Mitte Januar 1946 gegründet. Im Minimalprogramm stand, dass nur eine vollständige Unabhängigkeit annehmbar sei, dass die Regierung die Wünsche der Menschen berücksichtigen müsse und dass in ausländischem Besitz befindliche Plantagen und Industrie verstaatlicht werden sollten. Vor Verhandlungen, so Tan Malaka, müssen alle ausländischen Streitkräfte aus Indonesien entfernt werden.
Die Persatuan Perjuangan besaß große Popularität und Unterstützung in der republikanischen Armee, wo General Sudirman ein starker Befürworter der Koalition war. Im Februar 1946 erzwang die Organisation den vorübergehenden Rücktritt von Ministerpräsident Sutan Syahrir, und Sukarno beriet sich mit Tan Malaka, um seine Unterstützung zu gewinnen. Allerdings konnte Tan Malaka anscheinend nicht die politischen Spaltungen innerhalb seiner Koalition überbrücken, um diese in konkrete politische Verantwortung zu nehmen, und Syahrir kehrte in Sukarnos Kabinett zurück. Als Reaktion auf diese Niederlage verweigerte die Persatuan Perjuangan jede Unterstützung der jetzigen Zusammensetzung der republikanischen Regierung und widersetzte sich jeder Verhandlung.

## Haft, Freilassung und Tod
In Reaktion auf die anhaltende Opposition der Persatuan Perjuangan ließ die Regierung Sukarnos die meisten der Führungskräfte der Koalition verhaften, darunter im März 1946 auch Tan Malaka. Er blieb im Gefängnis bis September 1948.
Während seiner Inhaftierung erwies sich die PKI als der stärkste Kritiker der Regierung. Der Übersetzer seiner Autobiographie, Helen Jarvis, merkte an, dass Tan Malaka und die anderen Persatuan Perjuangan-Führer weniger bedrohlich als die Opposition PKI schienen. Tan Malaka hatte sich der PKI gründlich entfremdet, er wurde innerhalb der Partei für seine harte Kritik in den 1920er Jahren gehasst. Er selbst misstraute den strategischen Entscheidungen der aktuellen PKI-Führung.
Nach seiner Entlassung arbeitete er ab Ende 1948 in Yogyakarta daran, eine neue politische Partei zu bilden, die Partai Murba (proletarische Partei) zu gründen. Als die Niederländer die Regierung im Dezember 1948 inhaftieren ließen, floh er ins ländliche Ost-Java, wo er hoffte, durch die anti-republikanische Guerilla geschützt zu werden. Er lebte in Blimbing, einem Dorf umgeben von Reisfeldern und schloss sich Sabarudin an, dem Führer des Bataillon 38. Nach Malakas Worten war Sabarudins Truppe die einzige bewaffnete Gruppe, die wirklich gegen die Niederländer kämpfte. Sabarudin hatte jedoch Konflikte mit allen anderen bewaffneten Gruppen. Am 17. Februar beschlossen die TNI-Führer in Ost-Java Sabarudin und seine Gefährten gefangen zu nehmen und militärisch zu verurteilen. Am 19. nahmen sie Tan Malaka in Blimbing gefangen. Am 20. Februar starteten die berüchtigten niederländischen Korps Speciale Troepen, die so genannten „Operation Tiger“, aus dem Osten der javanischen Stadt Nganjuk. Sie rückten schnell und brutal vor. Poeze (2007) beschreibt ausführlich, wie die TNI-Soldaten in die Berge flohen und wie Tan Malaka, bereits verletzt, in ein TNI-Lager kam und am 21. Februar 1949 hingerichtet wurde. Es wurden keine Aufzeichnungen oder Berichte erstellt, und Malaka wurde im Wald vergraben.

## Bücher von Tan Malaka
- Soviet Atau Parlemen (Semarang, 1921)
- Tunduk Pada Kekuasaan Tapi Tidak Tunduk Pada Kebenaran (Berlin, 1922)
- Indonesia I Ejo Mesto Na Probuzjdajusjtsjemsja Vostoke (Moskau, 1924)
- Gutji Wasiat Kauem Militer (Saigon, 1924)
- Naar de "Republiek Indonesia" (Menuju "Republik Indonesia") (Canton, 1925, Hauptwerk)
- Semangat Muda (Manila, 1926)
- Massa Actie / Aksi Massa (Singapur, 1926)
- Lokal dan Nasional Aksi di Indonesia (Singapur, 1926)
- Pari dan PKI (Pari dengan PKI) (1927)
- Rencana Ekonomi Berjuang (1945)
- Politik (1945)
- Thesis (1946)
- Madilog (= Materialisme, Dialektika, Logika) (Jakarta, 1948, Hauptwerk)
- Islam dalam Tinjauan "Madilog" (Jakarta, 1948)
- Dari Pendjara ke Pendjara (From Jail to Jail) (1970, Autobiographie)